# Noruega nos Jogos Olímpicos de Inverno de 1936
A Noruega participou dos Jogos Olímpicos de Inverno de 1936 em Garmisch-Partenkirchen, na Alemanha.